# اوتراگ
اوتراگ (آلمانی: OTRAG) شرکت هوافضای آلمانی است، که در سال ۱۹۷۵ تأسیس شد.